# Eric Rockström
 Erik Oskar Bernhard Rockström, född 19 april 1895 i Norbergs församling,Västmanlands län, död 20 november 1935 i Engelbrekts församling, Stockholm, var en svensk arkitekt.
Rockström fick sin utbildning till arkitekt vid Kungliga Tekniska högskolan 1914-1918 och Kungliga Konsthögskolan 1919-1922. Efter anställning hos Sigurd Curman 1919-1925 kom han till konsumentägda KFAI. Under sin tid där märks arkitektarbeten för flera av Kooperativa förbundets industri- och lagerhus i flera svenska städer: Skellefteå 1928, i Borlänge 1930 och 1933 och i Västerås 1931-1932. År 1930 ritade han KF:s varuhus i Borlänge och 1930-1933 KF:s centrallager i Stockholm (tillsammans med Eskil Sundahl). För Kooperativa föreningen Svea i Västerås stod han som ansvarig arkitekt för en ny charkfabrik och ett bageri i Västerås som stod klar 1932. Samtliga byggnaderna ritades, som bruklig för KFAI i stram funktionalistisk stil. 
Från 1930 till sin död 1935 var han tjänstgörande arkitekt vid Byggnadsstyrelsen.

## Bilder

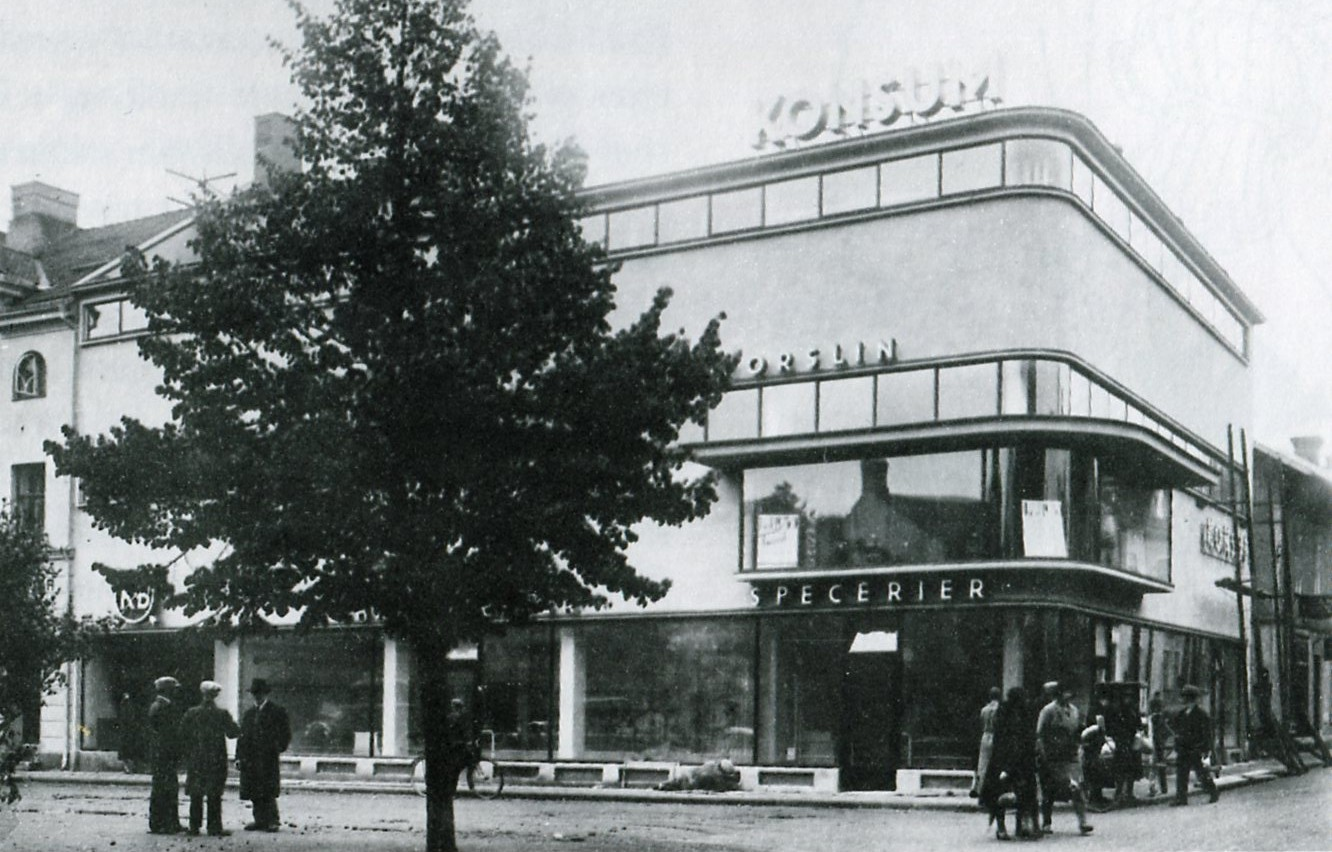
KF:s varuhus i Borlänge 1930.
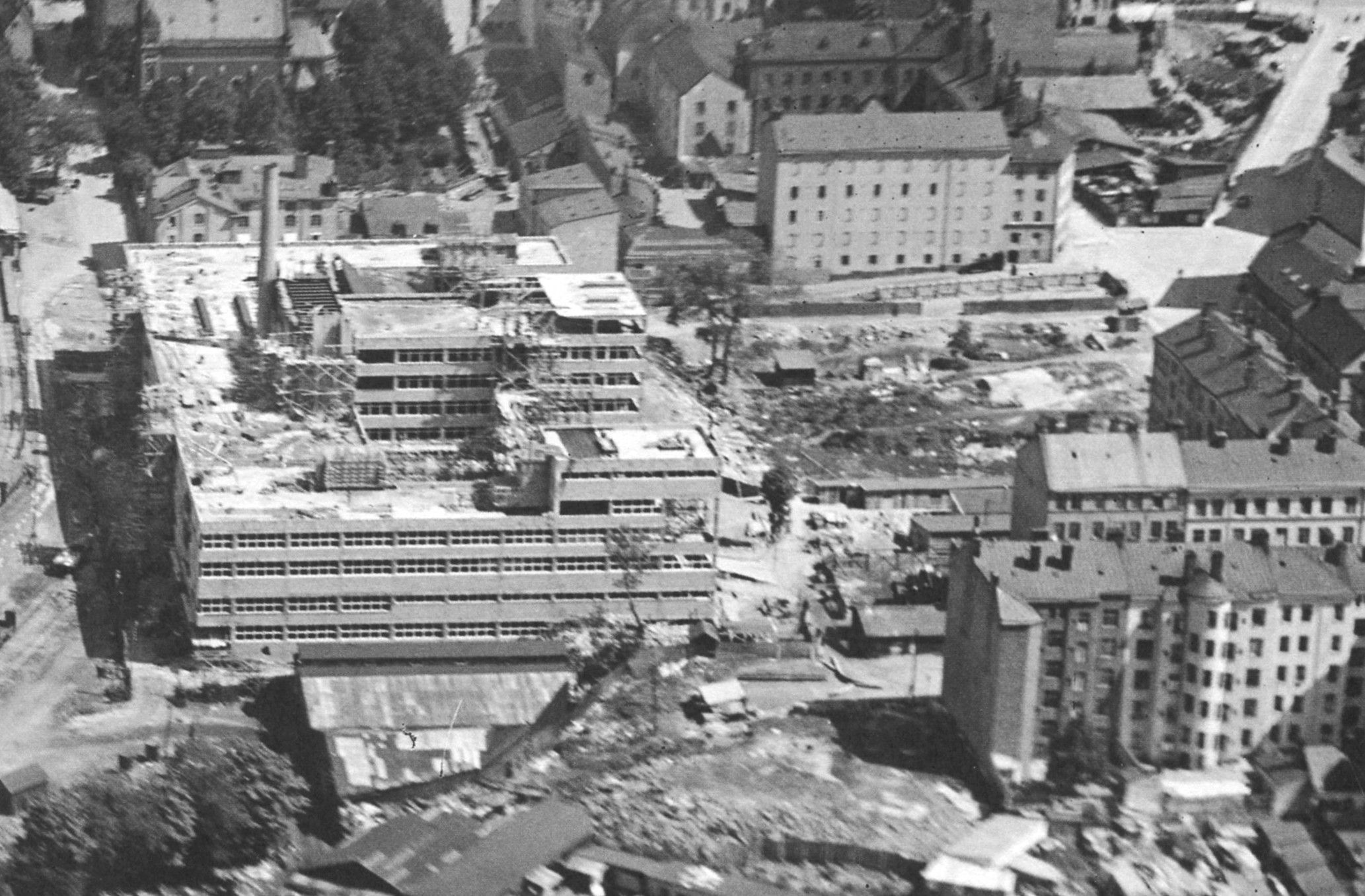
KF:s centrallager (t.v.), Stockholm, 1936.
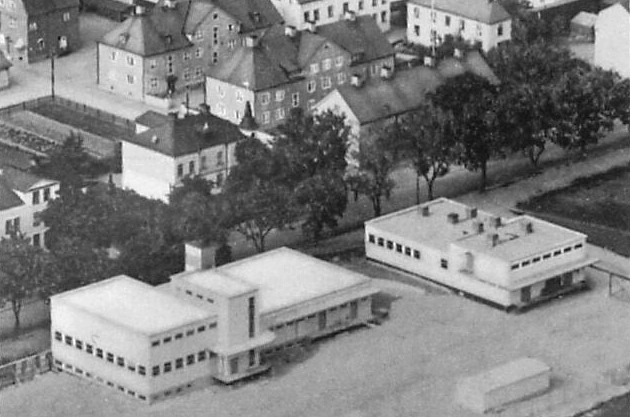
KF: charkfabrik och bageri i Västerås 1932.